# Cynomops mexicanus
Cynomops mexicanus és una espècie de ratpenat de la família dels molòssids.

## Taxonomia
Anteriorment era considerada una subespècie del ratpenat cuallarg de Greenhall.

## Distribució i hàbitat
Viu en els boscos tropicals i subtropicals des de Mèxic fins a Costa Rica, sempre prop de l'aigua.